# کالین بتانی
کالین بتانی (انگلیسی: Colin Bettany؛ زادهٔ ۱۵ ژوئن ۱۹۳۲) بازیکن فوتبال اهل بریتانیا است.
از باشگاه‌هایی که در آن بازی کرده‌است می‌توان به باشگاه فوتبال نانیتون تاون، باشگاه فوتبال کرو آلکساندرا، باشگاه فوتبال تورکی یونایتد، و باشگاه فوتبال بیرمنگام سیتی اشاره کرد.